# Laleu (Somme)
Laleu é uma comuna francesa na região administrativa de Altos da França, no departamento de Somme. Estende-se por uma área de 1,56 km². Em 2010 a comuna tinha 112 habitantes (densidade: 71,8 hab./km²).